# Lepturopetium
Lepturopetium és un gènere de plantes de la subfamília de les cloridòidies, família de les poàcies. És originari de Nova Caledònia, Illes Marshall i les Illes Cocos. El nom del gènere deriva de la combinació dels noms de dos gèneres de la família Lepturus i Oropetium.

## Taxonomia
- Lepturopetium kuniense  (Morat a Adansonia 20(4): 378, t. 1	1981)
- Lepturopetium marshallense  (Fosberg i Sachet, 1984)[2]